# 유럽 연합의 스포츠 정책
유럽 연합의 스포츠 정책들은 대부분 소극적이거나 우회적인 것들이다. 그 이유는 유럽 연합의 회원국에 대한 권한 밖이라고 여겨지기 때문이다. 또한 국제 스포츠 협회는 유럽 연합을 넘어서서 유럽 대륙 수준이거나 전 세계적인 수준으로 구성되기 때문이기도 하다.

## 유럽 연합의 역할

### 직접적인 역할
유럽 연합은 스포츠에 대해 행사하는 직접적인 역할을 제한적이다. 유럽 위원회는 이사회와 몇몇 부서를 구성했다. 유럽 연합은 다음과 같은 기능을 하는 부서를 교육문화부 안에 조직했다.
- 스포츠와 관련된 문제에 대해 위원회 내부와 다른 기관들 간의 협조.
- 국가적이거나 국제적인 기구, 조직, 협회와의 협조.
- 스포츠 기구나 조직, 국제적 협회와의 상호 회의.

스포츠와 관련된 위와 같은 구체적인 방침은 2004년을 ‘스포츠를 통한 교육의 해’로 정하면서 2003년 2월 6일에 유럽 의회와 유럽 이사회에서의 판결번호 291/2003/EC 에 의해 결정되었다.
2004년 동안 행해진 사회 활동과 의안들은 사회적, 다국적, 국가적, 지역적, 지방 수준에 이르기까지 모든 지역에서 조직된 것들이다. 이는 때때로 공동체에 의해 공동 재원을 공급할 때도 있었다. 사회활동은 실제 재정 지원에 대한 다국적, 국가적, 지역적, 지방의 의안을 수렴하여 스포츠를 통해 교육을 증진시키자는 의안을 절충안으로 내놓았다.

### 간접적인 역할
스포츠에 있어서 명확하게 직접적인 역할은 없지만, 유럽 연합은 스포츠 분야나 그에 연관을 줄 수 있는 분야에 영향을 끼치는 많은 규칙, 정책, 프로그램을 가지고 있다.
특히, 유럽 연합의 단일 시장은 유럽 연합의 시민이 다른 회원국에서도 자유롭게 이동하고 직업을 가질 권리를 만들었다. 그 경계인 보스만 판결은 이와 같은 권리를 확인하였고, 프로스포츠와 관련해 유럽 연합 시민들에 영향을 미치는 스포츠 리그에서 국가별 쿼터제를 금지시켰다. 이는 유럽 연합의 프로 스포츠의 형세를 바꾸었고, 상위 팀들은 전 유럽에 걸쳐 재능 있는 선수를 모으고 있다. 그리고 때로는 출전선수들 가운데 자국 선수가 한 명도 없는 일이 발생하기도 한다.